# شهرستان مجز
ناحیهٔ مجز (به عربی: مدیریة مجز) یک ناحیه در یمن است که در استان صعده واقع شده‌است.
ناحیهٔ مجز ۶۸٬۵۹۸ نفر جمعیت دارد.